# علی‌آباد (کمیجان)
علی آبادروستایی است از توابع شهرستان کمیجان در استان مرکزی. این روستا در دهستان خسروبیگ این شهرستان قرار دارد .

## مشخصات منطقه ای
روستای علی آباد طبق تقسیمات اخیر کشوری، ازتوابع دهستان خسروبیگ و بخش میلاجرد شهرستان کمیجان می‌باشد . این روستا بامختصات جغرافیایی ۴۹ درجه و ۳۴ دقیقه طول شرقی و ۵۷ درجه و ۴۳ دقیقه عرض شمالی در شمال غربی استان مرکزی قراردارد.فاصله روستای علی آباد تا مرکز شهرستان - کیلومتر می‌باشد .

## جمعیت
طبق سرشماری مرکز آمار ایران، جمعیت علی آباد در سال ۱۳۸۵ برابر با ۱۰۷ نفر بوده‌است. این روستا ۲۷ خانوار دارد. 